# Zalmay Rassoul

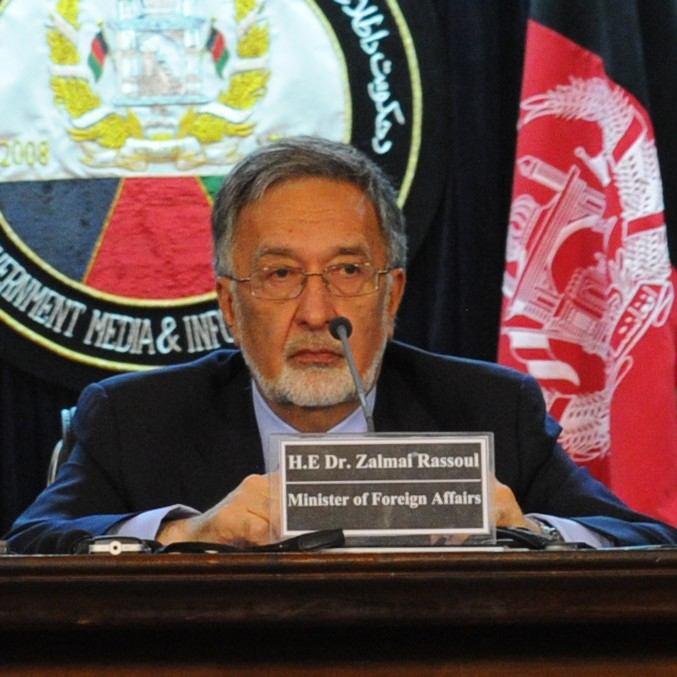
Zalmay Rassoul (2011)

Zalmay Rassoul (auch Zalmai; (paschtunisch oder persisch زلمی رسول, DMG Zalmay Rasūl); * 1944 in Kabul) ist ein afghanischer Politiker. Er war von Januar 2010 bis Oktober 2013 Außenminister im Kabinett von Hamid Karzai.

## Leben
Rassoul ist Sohn von Abdu'l Qayyum Khan Sarkar und dessen Frau Farukh Begum, der Tochter des Emirs Habibullah Khan. Amanullah Khan, König von Afghanistan 1909–1929, war mütterlicherseits sein Onkel. Er besuchte das französischsprachige Lycée Esteqlal in Kabul und studierte anschließend Medizin an der Universität Paris, wo er 1973 sein Studium abschloss.
Er spricht kein Pashto, obwohl er gebürtig Paschtune ist. Jedoch spricht er fließend Dari, Französisch, Englisch. Er veröffentlichte über 30 Artikel in amerikanischen und europäischen wissenschaftlichen medizinischen Fachzeitschriften und ist ein Mitglied der American Society of Nephrology.
Am 5. Oktober 2013 trat Rassoul von seinem Amt als Außenminister zurück. Er war Kandidat für die Präsidentschaftswahl 2014. Sein Vizepräsidentschaftskandidat war Ahmad Zia Massoud. In der ersten Wahlrunde erhielt er 11,37 % der Stimmen und kam damit auf den dritten Platz. In der Stichwahl unterstützte er den ehemaligen Außenminister Abdullah Abdullah.